# أنطوان أوغسطين كورنو
أنطوان أوغسطين كورنو (بالفرنسية: Antoine-Augustin Cournot) (28 أغسطس 1801 – 31 مارس 1877) كان فيلسوفًا وعالم رياضيات فرنسيًا ساهم أيضًا في تطوير الاقتصاد .

## سيرة شخصية
ولد أنطوان أوغستين كورنو في جراي، هوت ساون . في عام 1821 التحق بواحدة من أرقى المدارس الكبرى، مدرسة المعلمين العليا ، حصل في عام 1823 على شهادة البكالوريوس في الرياضيات من جامعة السوربون. و حصل على درجتي دكتوراه، واحدة في الميكانيكا والأخرى في علم الفلك. بالإضافة إلى ذلك، نشر عددًا من المقالات وحصل على شهادة في القانون. بعد ذلك، شغل كورنو مناصب أستاذ الرياضيات، ورئيس الممتحنين لطلاب المرحلة الجامعية، ورئيس أكاديمية ديجون . في العام الذي توفي فيه كورنو عام 1877، كان شبه أعمى.